# Comune di Hammel
Il comune di Hammel fino al 1º gennaio 2007 è stato un comune danese situato nella contea di Århus, il comune aveva una popolazione di 10 830 abitanti (2005) e una superficie di 144 km². Capoluogo era la cittadina omonima.
Dal 1º gennaio 2007, con l'entrata in vigore della riforma amministrativa, il comune è stato soppresso e accorpato ai comuni di Hadsten, Hinnerup, Hvorslev e a parte del comune di Langå per dare luogo al neo-costituito comune di Favrskov compreso nella regione dello Jutland Centrale (Midtjylland).